# Peter Vagenas
Panayiotis Alexiou Vagenas, detto Peter (Pasadena, 6 febbraio 1978), è un ex calciatore statunitense, di origine greca, centrocampista.

## Carriera
Può essere considerato una bandiera della squadra di L.A., visto che ha giocato più di 150 partite con la loro maglia, unica indossata insieme a quella della Nazionale statunitense. Nel 2000 ha partecipato alle Olimpiadi con la maglia della sua nazionale, segnando 3 gol (tutti su calcio di rigore).

## Palmarès

### Club

#### Competizioni nazionali
- U.S. Open Cup: 3

Los Angeles Galaxy: 2001, 2005
Seattle Sounders: 2009
- MLS Supporters' Shield: 1

Los Angeles Galaxy: 2002
- Campionato MLS: 2

Los Angeles Galaxy: 2002, 2005

#### Competizioni internazionali
- CONCACAF Champions' Cup: 1

Los Angeles Galaxy: 2000

## Statistiche

### Cronologia presenze e reti in nazionale
| Cronologia completa delle presenze e delle reti in nazionale ― Stati Uniti | Cronologia completa delle presenze e delle reti in nazionale ― Stati Uniti | Cronologia completa delle presenze e delle reti in nazionale ― Stati Uniti | Cronologia completa delle presenze e delle reti in nazionale ― Stati Uniti | Cronologia completa delle presenze e delle reti in nazionale ― Stati Uniti | Cronologia completa delle presenze e delle reti in nazionale ― Stati Uniti | Cronologia completa delle presenze e delle reti in nazionale ― Stati Uniti | Cronologia completa delle presenze e delle reti in nazionale ― Stati Uniti |
| Data                                                                       | Città                                                                      | In casa                                                                    | Risultato                                                                  | Ospiti                                                                     | Competizione                                                               | Reti                                                                       | Note                                                                       |
| -------------------------------------------------------------------------- | -------------------------------------------------------------------------- | -------------------------------------------------------------------------- | -------------------------------------------------------------------------- | -------------------------------------------------------------------------- | -------------------------------------------------------------------------- | -------------------------------------------------------------------------- | -------------------------------------------------------------------------- |
| 25-10-2000                                                                 | Los Angeles                                                                | Stati Uniti                                                                | 2 – 0                                                                      | Messico                                                                    | Amichevole                                                                 | -                                                                          | 86’                                                                        |
| 18-1-2003                                                                  | Fort Lauderdale                                                            | Stati Uniti                                                                | 4 – 0                                                                      | Canada                                                                     | Amichevole                                                                 | -                                                                          | 68’                                                                        |
| 12-2-2003                                                                  | Kingston                                                                   | Giamaica                                                                   | 1 – 2                                                                      | Stati Uniti                                                                | Amichevole                                                                 | -                                                                          | 81’                                                                        |
| Totale                                                                     |                                                                            | Presenze                                                                   | 3                                                                          |                                                                            | Reti                                                                       | 0                                                                          |                                                                            |